# Roland Garros 2000
De 99e editie van het Franse grandslamtoernooi, Roland Garros 2000, werd gehouden van maandag 29 mei tot en met zondag 11 juni 2000. Voor de vrouwen was het de 93e editie. Het toernooi werd gespeeld in het Roland-Garrosstadion in het 16e arrondissement van Parijs.

## Belangrijkste uitslagen
Mannenenkelspel

Finale: Gustavo Kuerten (Brazilië) won van Magnus Norman (Zweden) met 6-2, 6-3, 2-6, 7-66
Vrouwenenkelspel

Finale: Mary Pierce (Frankrijk) won van Conchita Martínez (Spanje) met 6-2, 7-5
Mannendubbelspel

Finale: Todd Woodbridge (Australië) en Mark Woodforde (Australië) wonnen van Paul Haarhuis (Nederland) en Sandon Stolle (Australië) met 7-67, 6-4
Vrouwendubbelspel

Finale: Martina Hingis (Zwitserland) en Mary Pierce (Frankrijk) wonnen van Virginia Ruano Pascual (Spanje) en Paola Suárez (Argentinië) met 6-2, 6-4
Gemengd dubbelspel

Finale: Mariaan de Swardt (Zuid-Afrika) en David Adams (Zuid-Afrika) wonnen van Rennae Stubbs (Australië) en Todd Woodbridge (Australië) met 6-3, 3-6, 6-3
Meisjesenkelspel

Finale: Virginie Razzano (Frankrijk) won van María Emilia Salerni (Argentinië) met 5-7, 6-4, 8-6
Meisjesdubbelspel

Finale: María José Martínez Sánchez (Spanje) en Anabel Medina Garrigues (Spanje) wonnen van Matea Mezak (Kroatië) en Dinara Safina (Rusland) met 6-0, 6-1
Jongensenkelspel

Finale: Paul-Henri Mathieu (Frankrijk) won van Tommy Robredo (Spanje) met 3-6, 7-63, 6-2
Jongensdubbelspel

Finale: Marc López (Spanje) en Tommy Robredo (Spanje) wonnen van Joachim Johansson (Zweden) en Andy Roddick (VS) met 7-62, 6-0
1891 · 1892 · 1893 · 1894 · 1895 · 1896 · 1897 · 1898 · 1899 · 1900 · 1901 · 1902 · 1903 · 1904 · 1905 · 1906 · 1907 · 1908 · 1909 · 1910 · 1911 · 1912 · 1913 · 1914 · 1915–1919 · 1920 · 1921 · 1922 · 1923 · 1924 · 1925 · 1926 · 1927 · 1928 · 1929 · 1930 · 1931 · 1932 · 1933 · 1934 · 1935 · 1936 · 1937 · 1938 · 1939 · 1940–1945 · 1946 · 1947 · 1948 · 1949 · 1950 · 1951 · 1952 · 1953 · 1954 · 1955 · 1956 · 1957 · 1958 · 1959 · 1960 · 1961 · 1962 · 1963 · 1964 · 1965 · 1966 · 1967
↓ open tijdperk ↓
1968 (m-v-md-vd-gd) · 1969 (m-v-md-vd-gd) · 1970 (m-v-md-vd-gd) · 1971 (m-v-md-vd-gd) · 1972 (m-v-md-vd-gd) · 1973 (m-v-md-vd-gd) · 1974 (m-v-md-vd-gd) · 1975 (m-v-md-vd-gd) · 1976 (m-v-md-vd-gd) · 1977 (m-v-md-vd-gd) · 1978 (m-v-md-vd-gd) · 1979 (m-v-md-vd-gd) · 1980 (m-v-md-vd-gd) · 1981 (m-v-md-vd-gd) · 1982 (m-v-md-vd-gd) · 1983 (m-v-md-vd-gd) · 1984 (m-v-md-vd-gd) · 1985 (m-v-md-vd-gd) · 1986 (m-v-md-vd-gd) · 1987 (m-v-md-vd-gd) · 1988 (m-v-md-vd-gd) · 1989 (m-v-md-vd-gd) · 1990 (m-v-md-vd-gd) · 1991 (m-v-md-vd-gd) · 1992 (m-v-md-vd-gd) · 1993 (m-v-md-vd-gd) · 1994 (m-v-md-vd-gd) · 1995 (m-v-md-vd-gd) · 1996 (m-v-md-vd-gd) · 1997 (m-v-md-vd-gd) · 1998 (m-v-md-vd-gd) · 1999 (m-v-md-vd-gd) · 2000 (m-v-md-vd-gd) · 2001 (m-v-md-vd-gd) · 2002 (m-v-md-vd-gd) · 2003 (m-v-md-vd-gd) · 2004 (m-v-md-vd-gd) · 2005 (m-v-md-vd-gd) · 2006 (m-v-md-vd-gd) · 2007 (m-v-md-vd-gd) · 2008 (m-v-md-vd-gd) · 2009 (m-v-md-vd-gd) · 2010 (m-v-md-vd-gd) · 2011 (m-v-md-vd-gd) · 2012 (m-v-md-vd-gd) · 2013 (m-v-md-vd-gd) · 2014 (m-v-md-vd-gd) · 2015 (m-v-md-vd-gd) · 2016 (m-v-md-vd-gd) · 2017 (m-v-md-vd-gd) · 2018 (m-v-md-vd-gd) · 2019 (m-v-md-vd-gd) · 2020 (m-v-md-vd) · 2021 (m-v-md-vd-gd) · 2022 (m-v-md-vd-gd) · 2023 (m-v-md-vd-gd) · 2024 (m-v-md-vd-gd)
Lijst van Roland Garroswinnaars